# Palais de la Radio
Radiopalác (en français, Palais de la Radio, ou initialement Maison du Personnel de la Poste et Télégraphe) est un bâtiment rondocubiste de Prague. L’entrée principale du palais se trouve dans la rue Vinohradská et les entrées latérales Rue Blanická n ° 1789/26 et Sázavská 1790/25, dans le quartier de Vinohrady (Prague 2). 

## Histoire

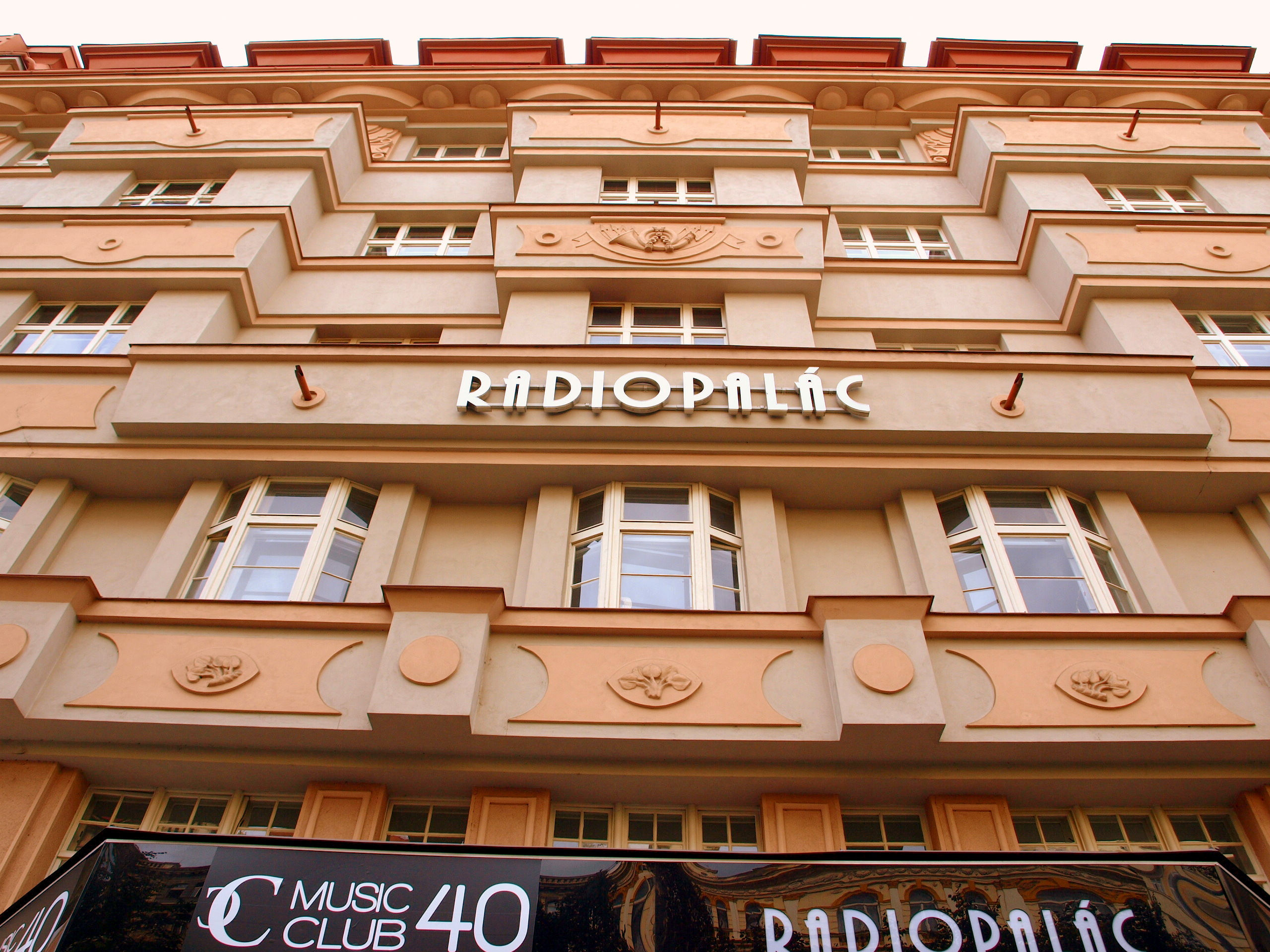
Accès au palais de la Radio

L'auteur du palais est l'architecte tchèque Alois Dryak, qui a également participé à la conception architecturale du monument de St Venceslas et du monument de František Palacký. Il a également participé à la construction du Central Hotel (aujourd'hui Hotel Kempinski) rue Hybernská. Le palais de la Radio, ainsi que d'autres bâtiments de Dryak, se caractérisent par leur intemporalité, leur style sophistiqué et leur fonctionnalité. 

## Usages
Le palais de la Radio remonte aux années 1922-1925 en tant qu’espace socioculturel doté de deux salles et de restaurants. Des représentations théâtrales, des concerts et des performances d'artistes célèbres y ont eu lieu. Il sert actuellement de salles de bal, de dîners de gala et de banquets, d’événements corporatifs, de congrès, de conférences et de séminaires, mais aussi pour les mariages, défilés de mode, cours et spectacles de danse, cérémonies de remise des diplômes, etc. 
Les étages supérieurs du palais sont résidentiels.

## Articles connexes

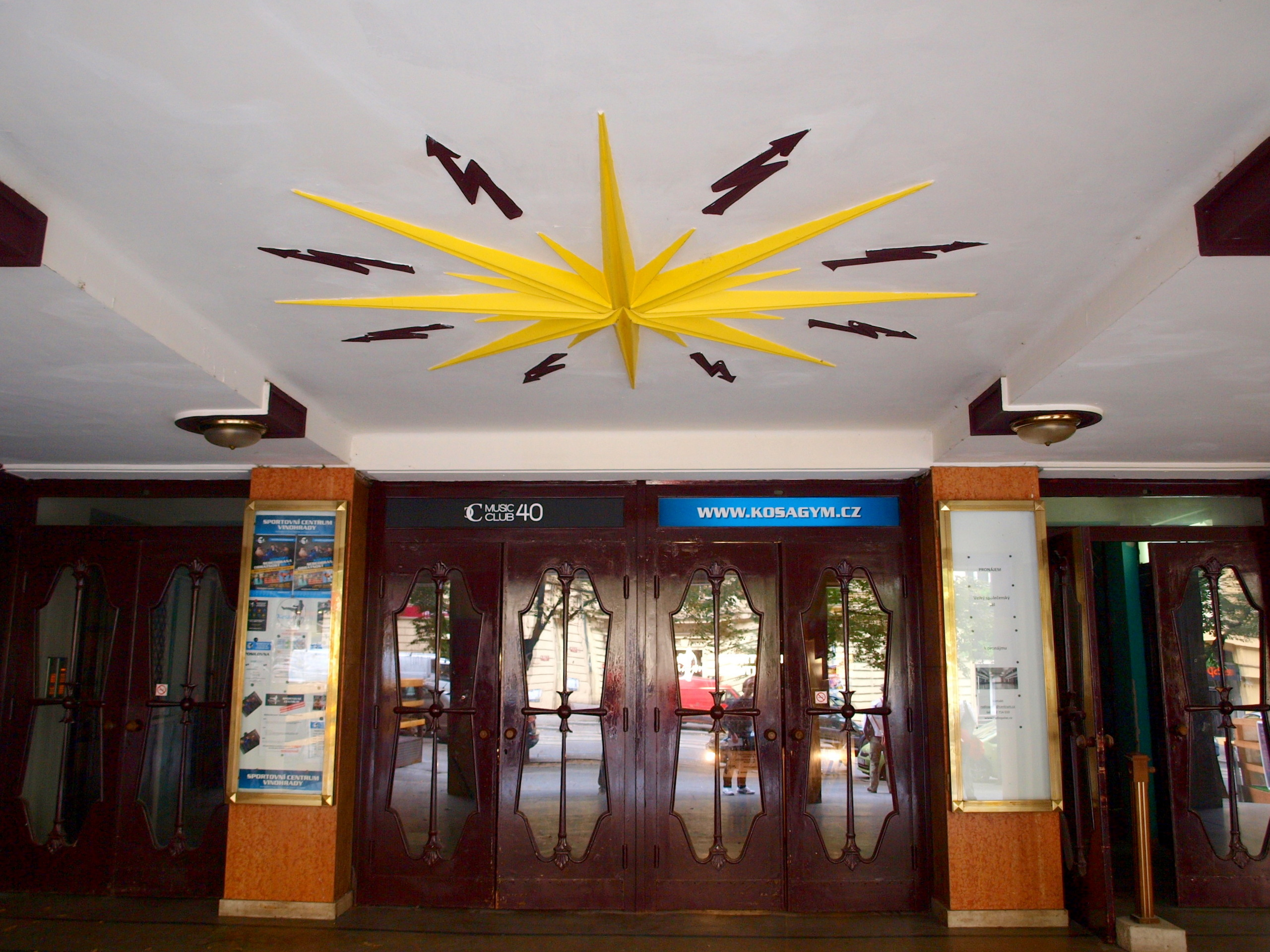
Décoration thématique à l'entrée du palais de la Radio